# Poloxamere

Poloxamere: a = 2–130 und b = 15–67

Poloxamere sind Blockcopolymere aus Ethylenoxid und Propylenoxid. Es handelt sich um schaumarme und schaumdämpfende nichtionische Tenside, die zur Dispergierung und Emulgierung in der chemisch-technischen Industrie Anwendung finden. Der Polyethylenoxidteil des Polymers ist dabei wasserlöslich, der Polypropylenoxidteil jedoch nicht, so dass sich die amphiphilen Eigenschaften ergeben. Je nach Ethoxylierungsgrad sind sie flüssig (L), pastös (P), fest (F) oder pulverförmig.
Poloxamere sind tensidartige Blockpolymere mit einem zentralen Polypropylenglycol-Teil, der an
beiden Kettenenden mit jeweils einem Macrogol-Anteil verknüpft ist. Sie werden durch eine zwei- oder dreistellige Ziffernfolge charakterisiert.
Die Polymere wurden in den 1950er Jahren von BASF entwickelt und werden seitdem unter dem Markennamen Pluronic® vertrieben.
Die letzte Ziffer mit dem Faktor 10 multipliziert gibt etwa den relativen Massenanteil der Ethylenoxideinheiten in Prozent an, die voranstehende(n) Ziffer(n) mit dem Faktor 100 multipliziert codieren die relative Molekülmasse des Polypropylenglycol-Blockes. Als Poloxamertypen sind erhältlich:
- Poloxamer 407[2]  (Handelsname z. B. Pluronic F 127; Pharmaqualität: Kolliphor P 407; früher Lutrol F 127),
- Poloxamer 188[2]  (Handelsname z. B. Pluronic F 68; Pharmaqualität: Kolliphor P 188; früher Lutrol F 68).

Beide Poloxamertypen sind als Grundstoff fest, Poloxamer 407 hat eine mittlere relative
Molekülmasse von 9840 bis 14600, Poloxamer 188 eine von 7680 bis 9510.

## Poloxamine
Poloxamine sind eine Untergruppe der Poloxamere und strukturell aus einem Ethylendiamin-Kern zusammengesetzt, dessen Aminogruppen mit Copolymeren aus Polypropylenglycol- und Polyethylenglycol-Blöcken variabler Länge substituiert sind:
[H-(C2H4O)a-(C3H6O)b]2N-CH2-CH2-N[(C3H6O)b -(C2H4O)a-H]2
wobei a und b variabel sind.
Poloxamine finden als nichtionische Tenside Verwendung und sind somit in einigen Kosmetika und Pflegeprodukten enthalten. Sie können aber auch Bestandteil von Arzneimitteln sein.